# Землетрус в Еквадорі та Колумбії (1906)
Землетрус в Еквадорі та Колумбії 1906 року стався 31 січня о 15:36 UTC біля узбережжя Еквадору, поблизу Есмеральдаса. Землетрус мав силу 8,8 бала та спричинив цунамі, яке спричинило щонайменше 500 жертв на узбережжі Колумбії.

## Тектонічні умови
Землетрус стався вздовж кордону між плитою Мальпело, яка раніше вважалася північно-східною частиною плити Наска та Північною Андою. Землетрус може бути результатом тяги, викликаної субдукцією з Койба, Мальпело і Наска під плити Північних Анд і Південної Америки. Прибережні частини Еквадору та Колумбії мають історію сильних мегаземлетрусів, що походять від цієї межі плити Мальпело — Північні Анди.

## Пошкодження
Найбільша шкода від цунамі сталася на узбережжі між Ріо-Верде, Еквадор, та Мікеєм, Колумбія. Кількість смертей, спричинених цунамі, коливається від 500 до 1500.

## Характеристика

### Землетрус
Зона руйнування цього землетрусу становила 500—600 км довжини й охоплював землетруси 1942 р. (Mw = 7,8), 1958 (Mw = 7,7) та 1979 р. (Mw = 8,2). Відсутність перекриття між трьома останніми подіями свідчить про наявність незначних бар'єрів для поширення розриву вздовж межі плити. Хоча ці три події в цілому розірвали одну і ту ж область межі плити, вони випустили лише невелику частку енергії землетрусу 1906 року.

### Цунамі
Максимальна зареєстрована висота розбігу становила 5 м у Тумако, Колумбія. У Хіло, Гаваї a 1,8 м для цієї події була записана висота розбігу. Цунамі також було відзначено в Коста-Риці, Панамі, Мексиці, Каліфорнії та Японії.

## Майбутня сейсмічна небезпека
Оскільки послідовність трьох землетрусів, що закінчилися в 1979 р., не виділяла стільки енергії, як подія 1906 р., існує припущення, що найближчим часом буде ймовірний землетрус такої ж сили, що й у 1906 р. Однак аналіз кількості ковзання, пов'язаної з трьома пізнішими подіями, свідчить про те, що вони випустили більшу частину накопиченого переміщення через межу плити з 1906 р. 16 квітня 2016 року в тій же області стався землетрус силою 7,8 бала. За даними еквадорського секретаріату з управління ризиками (SNGR), 22 січня 2021 р. ввечері в четвер у прибережній провінції Еквадору Гуаяс стався землетрус магнітудою 5,2.